# Kasteel van Astene

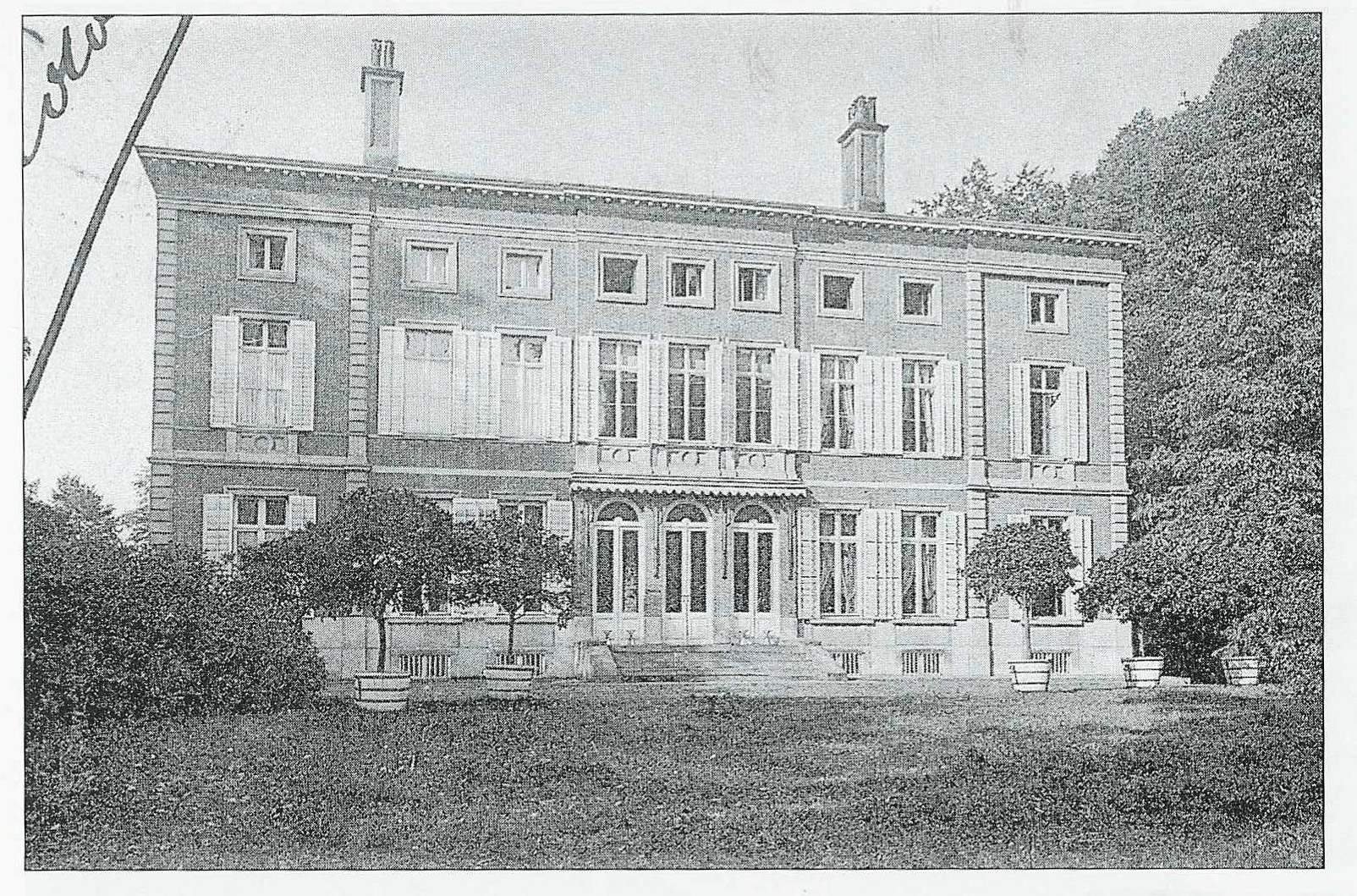
Het afgebroken kasteel

Het Kasteel van Astene uit 1855 was een kasteel in de Deinse deelgemeente Astene in de Belgische provincie Oost-Vlaanderen. Het werd in de jaren 1970 afgebroken.
Het klassiek gebouwde kasteel was in de 19e eeuw eigendom van de familie Kerchove de Denterghem. Deze leverde in die periode ook de burgemeester van Astene. Het was Genoveva Johanna Francisca Maria Ghisiena Juliana de Kerckhove de Denterghem (*1884), weduwe van Sixtus Pieter Maria Leo Ruffo de Bonneval de la Fare des comtes de Sinopoli et de Calabre y Mendoza, die het kasteel verkocht in 1928.

## Verzorging
Het kasteel kwam in handen van de samenwerkende Gentse socialistische maatschappij Vooruit, die er een hotel-restaurant wilde uitbaten, maar dit uiteindelijk zonder succes. Daarop werd het in 1929 doorverkocht aan de Socialistische Mutualiteiten en genoemd naar de socialistische voorman uit Gent, Edward Anseele. Het werd gebruikt voor de verzorging van jonge tuberculosepatiënten. Tot 1974 deed het kasteel samen met het verbouwde koetshuis dienst voor deze vereniging. Nadien werd alles afgebroken en vervangen door een nieuwbouw en ging de vereniging verder onder de naam De Ceder, naar een grote Libanonceder in het park.
Sinds 1983 is het een socialistisch, maar vooral sociaal geïnspireerd vorming- en vakantiecentrum dat zorgt voor opvang van de zieken in herstelperiode of dienstdoet als congres- en vakantiecentrum. De eerste directeur was Daniël Termont.